# Šefkija Muftić
Šefkija Muftić, dužnosnik NDH iz Tuzle. Redarstveni časnik u NDH, časnik sirijske vojske, libanonski obavještajac, organizator hrvatskih muslimanskih izbjeglica na Bliski Istok.
U NDH obnašao dužnost redarstvenog upravitelja Župske redarstvene oblasti Tuzla.
Uspio je izmaći masovnim likvidacijama dužnosnika NDH nakon pada NDH. Da ne bi pao u ruke komunističkim vlastima koje su svoje pravo lice pokazali za 40-dnevne vlasti u Tuzli 1943., kad su masovno likvidirali nepodobne i neistomišljenike.[nedostaje izvor] Zato se odlučio kao i druge hrvatske izbjeglice islamske vjere domoći se arapskih zemalja (Saudijske Arabije, Egipta, Sirije) i Turske. Osobita prilika pokazala se u Siriji, državi čija je vojska bila u formiranju. Po izbivanju arapsko-izraelskog rata 1948. godine sirijske vlasti ubrzavaju proces dobivanja viza za Hrvate. Primili su veliki broj hrvatskih izbjeglica. Glavni razlog bilo je njihovo vojno iskustvo. Izbjeglice koje su došle pod uvjetom da će se boriti u Palestini smješteni su najprije u sultan Selimovoj džamiji. Nakon dolaska uveden je vojni režim života. Među nekoliko stotina pridošlica bilo je petnaest časnika. Šefkija Muftić bio je glavni organizator dolaska Hrvata muslimana u Siriju. Muftićeve veze u Ministarstvu unutarnjih poslova u Damasku osiguravale su vize došljacima. Organizirao je i obučavao vojnu postrojbu koja će se boriti u Palestini. Dobio je čin potpukovnika, te je nakon rata radio u libanonskoj kontraobavještajnoj službi.